# Fabián Yantorno
Fabián Yantorno (Montevideo, Uruguay; 4 de septiembre de 1982) es un exfutbolista uruguayo. Jugó de centrocampista en Uruguay,Italia,Escocía,Inglaterra,Colombia

## Clubes

### Como jugador
| Club                 | País       | Año         |
| -------------------- | ---------- | ----------- |
| Bella Vista          | Uruguay    | 1999 - 2004 |
| Sambenedettese       | Italia     | 2005 - 2006 |
| Miramar Misiones     | Uruguay    | 2006 - 2007 |
| Gretna FC            | Escocia    | 2007 - 2008 |
| Hibernian FC         | Escocia    | 2008 - 2009 |
| Chester City         | Inglaterra | 2009        |
| Atenas               | Uruguay    | 2010        |
| Hartlepool United    | Inglaterra | 2010 - 2011 |
| Sud América          | Uruguay    | 2011        |
| Rentistas            | Uruguay    | 2012        |
| Atlético Bucaramanga | Colombia   | 2012 - 2013 |
| Sud América          | Uruguay    | 2013 - 2021 |

### Como asistente técnico
| Club         | País    | Año           | Asistente de:      |
| ------------ | ------- | ------------- | ------------------ |
| Boston River | Uruguay | 2021-presente | Ignacio Ithurralde |